# Maneiro (Venezuela)
Maneiro is een gemeente in de Venezolaanse staat Nueva Esparta. De gemeente telt 46.000 inwoners. De hoofdplaats is Pampatar.